# Жетва (музичка група)
Жетва је била југословенска музичка група из Новог Сада, која је постојала у периоду од 1976. до 1979. године. Године 1977, групи приступа Ђорђе Балашевић. После огромне популарности захваљујући хиту У раздељак те љубим, група снима албум Време жетве.
Године 1978, групу напуштају Ђорђе Балашевић и Верица Тодоровић и оснивају групу Рани мраз.

## Чланови групе
- Душан Дуле Живић, вокал, гитара
- Верица Тодоровић, вокал (1976-1978)
- Славица Стојковић ,вокал
- Ђорђе Балашевић, вокал, гитара (1977-1978)
- Радован Петровић, вокал, гитара (од 1978.)
- Мирјана Башић, вокал (од 1978)[3]

## Плоче
- У раздељак те љубим (1977.) сингл
- Госпођице ал' сте шик (1978.) сингл
- Време жетве (1978.) ЛП

## Композиције
- У раздељак те љубим
- Срце ми је као ратар
- Госпођице ал' сте шик
- Тајна
- Виршле са сенфом
- Растанак
- Узећу ти меру
- Шта радиш недељом
- Зашто су таште тако без маште
- Случај залуталог метка
- Сан
- Назови то како хоћеш
- Панк паор
- Свако сутра биће жетва
- Рекопловац
- Такве неке лутке[3]